# Штанцер, Славко
Славко Штанцер (хорв. Slavko Štancer, также встречается написание фамилии Stanzer и Stancer; 26 июля 1872, Карловац — 16 июня 1945, Загреб) — хорватский военачальник, генерал сухопутных войск и генеральный инспектор вооружённых сил Независимого государства Хорватии (1941).

## Биография
Служил в вооружённых силах Австро-Венгрии, в 42-й пехотной «дьявольской» дивизии при Королевском хорватском домобранстве штаб-офицером. По оценке историка и журналиста Йосипа Хорвата (1896—1968), считался одним из лучших солдат в дивизии. Во время боёв в Сербии Штанцер потерял правую руку, закончил войну в звании полковника и как инвалид боевых действий.
10 апреля 1941 года после провозглашения Независимого государства Хорватии вместе со Славко Кватерником приступил к формированию вооружённых сил нового государства, 12 апреля назначен командующим сухопутных войск и военно-морских сил, произведён в генералы со званием «витязя» (рыцаря). 18 апреля 1941 года назначен командующим сухопутными силами (Хорватским домобранством). В 1942 году назначен командиром гарнизона Загреба, занимал позднее пост председателя Военного трибунала НГХ. Кавалер Ордена Короны короля Звонимира.
В конце Второй мировой войны Штанцер был арестован на территории Каринтии после завершения Полянской битвы, шедшей с 14 по 15 мая 1945 года, и после неудачной попытки хорватских войск сдаться британцам. Хорватские солдаты и офицеры были выданы югославским партизанам. Штанцера отправили в Загреб, где его осудили как военного преступника и государственного изменника и приговорили к смерти. На том процессе также смертный приговор получило высшее военное руководство НГХ: Артур Густович, Джуро Груич, Мирко Грегорич, Томислав Сертич, Славко Сколибер, Юлие Фриц, Иван Томашевич, Владимир Метикош, Иван Маркуль, Франьо Джал, Владимир Майер, Мирослав Сахер, Мухамед Кромич, Богдан Маетич, Иван Северович, Антун Нарделли и Йосип Шольц. Штанцер подал прошение о помиловании лично главе Югославии Иосипу Брозу Тито, который некогда был сослуживцем Штанцера, и обещал предоставить свои услуги Югославской народной армии в случае помилования. Тито отклонил это прошение.
16 июня 1945 года Штанцера нашли мёртвым в своей камере заключения. По заключению экспертов, смерть не была насильственной и наступила от естественных причин.